# Ксантенський мир
Ксантенський мир (нім. Vertrag von Xanten) — угода про розподіл клевської спадщини, укладена між курфюрстом Бранденбурга і пфальцграфом Нойбурга 12 листопада 1614 року. Угода не була виконана належним чином, суперечка тривала протягом усієї Тридцятилітньої війни і закінчилась лише в 1666 році укладенням договору в Клеве між пфальцграфом Нойбурга Філіпом Вільгельмом і курфюрстом Бранденбурга Фрідріхом Вільгельмом.

## Передісторія
У 1609 році, коли єдиний син Вільгельма V і останній нащадок герцогів Юліх-Клеве-Берзьких Йоганн помер бездітним, за його спадок розгорілася суперечка між двома протестантськими князями-спадкоємцями: пфальцграфом Нойбурга Філіпом Людвігом, чоловіком сестри Йоганна Вільгельма — Анни, і курфюрстом Бранденбурга Йоганном III Сигізмундом, чоловіком племінниці Йоганна Вільгельма Анни Прусської, доньки його старшої сестри Марії Елеонори і герцога Альбрехта-Фрідріха. Претензії молодших сестер Йоганна Вільгельма, які вимагали поділу Юліх-Клеве-Берга на рівні частини, й інших спадкоємців були залишені без уваги.
Скориставшись цією ситуацією, контроль над цими стратегічно важливими землями на північному заході Священної Римської імперії спробували взяти Габсбурги, після чого розгорілася Війна за клевський спадок. Інтереси Нойбургу відстоював старший син Філіпа Людвіга, Вольфганг Вільгельм, який, перейшовши в 1613 році в католицизм, заручився підтримкою Католицької ліги й Іспанії (незважаючи на зміну конфесії, Анна Юліх-Клеве-Бергська зайняла позицію сина). Пізніше в конфлікт втрутилися Голландська республіка і Франція.

## Підсумок
12 листопада 1614 в Ксантені було укладено угоду, за якою Бранденбурзькому маркграфству переходили Клевське герцогство і Маркське та Равенсберзьке графства, а Пфальц-Нойбургу — Юліх-Берзьке і Берзьке герцогства. При цьому кожен із спадкоємців мав керувати отриманими частини спадку іменем обох спадкоємців.
Союзники по обидва боки відмовилися вивести свої війська зі спірних земель і Ксантенський договір залишився невиконаним. Так велика частина Клевського герцогства була окупована армією Голландської республіки аж до 1672 року, а іспанські війська під командуванням Амброзіо Спіноли відмовилися здати ключову фортецю Везель. Боротьба за Юліх-Клеве-Берг тривала всю Тридцятилітню війну і закінчилася 19 вересня 1666 року укладенням договору в Клеве між пфальцграфом Нойбурга Філіпом Вільгельмом, онуком Філіпа Людвіга, і курфюрстом Бранденбурга Фрідріхом Вільгельмом, онуком Йоганна Сигізмунда.